# واقعیت، داستان و پیش بینی
واقعیت، داستان و پیش‌بینی (به انگلیسی: Fact, Fiction, and Forecast) کتابی از نلسن گودمن است که در آن برخی از مشکلات مربوط به قانون علمی و شرط‌های خلاف واقع را بررسی می‌کند و معمای استقرایی جدید خود را ارائه می‌کند. هیلاری پاتنام این کتاب را «یکی از معدود کتاب‌هایی توصیف کرد که هر دانشجوی فلسفه در عصر ما باید آن را خوانده باشد». به گفته جری فودر «احتمالاً برای همیشه نحوه تفکر ما در مورد مسئله استقراء و به‌دنبال آن، در مورد مجموعه‌ای از مسائل مرتبط مانند یادگیری و ماهیت تصمیم‌گیری منطقی تغییر کرد.» نوآم چامسکی و هیلاری پاتنام در برخی از سخنرانی‌هایی که برای این کتاب در دانشگاه پنسیلوانیا برگزار شد، شرکت کردند، که منجر به مناظره‌ای بین این دو بر سر این سؤال شد که آیا مشکلات ارائه‌شده در کتاب نشان می‌دهد که این مشکلات وجود دارند یا خیر؛ و باید نظم ذاتی فرضیه‌ها باشد.

## برای مطالعه بیش‌تر
- گودمن، نلسون (۱۹۵۵). واقعیت، داستان و پیش‌بینی. کمبریج، ماساچوست: هاروارد UP، ۱۹۵۵. ویرایش دوم، ایندیاناپولیس: بابز-مریل، ۱۹۶۵. ۳. نسخه ایندیاناپولیس: بابز-مریل، ۱۹۷۳. ویرایش چهارم، کمبریج، ماساچوست: هاروارد UP، ۱۹۸۳. شابک ‎۰-۶۷۴-۲۹۰۷۱-۲، شابک 0-674-29071-2.
- الگین، کاترین، ویرایش. (۱۹۹۷). فلسفه نلسون گودمن: مقالات برگزیده. جلد ۲، معمای جدید القاء نلسون گودمن. نیویورک: گارلند. شابک ‎۰-۸۱۵۳-۲۶۱۰-۶، شابک 0-8153-2610-6.